# Joshua Wynder
Joshua Liam Wynder (ur. 2 maja 2005 w Louisville) – amerykański piłkarz występujący na pozycji środkowego obrońcy, od 2023 roku zawodnik portugalskiej Benfiki B.